# Atlantis – Andrea Berg Live das Heimspiel
Atlantis – Andrea Berg Live das Heimspiel (auch bekannt als Atlantis Live) ist das erste Livealbum beziehungsweise siebte Videoalbum der deutschen Schlagersängerin Andrea Berg aus dem Jahr 2014.

## Entstehung
Das Album basiert auf dem Album Atlantis und der dazugehörigen Tournee bzw. dem Heimspiel in Aspach am 18. und 19. Juli 2014. Dort sang sie gemeinsam mit Semino Rossi, DJ Ötzi, Nik P. und DJ BoBo. Das Album besteht aus zwei CDs und einer DVD. Es ist nicht zu verwechseln mit dem Videoalbum Atlantis Live, das am 22. März 2014 in der Kölner Lanxess Arena aufgezeichnet wurde.
Die Live-Konzertübertragung im ZDF hatten 3,65 Millionen Zuschauer gesehen.

## Titelliste

### CD 1
1. Heimspiel Intro
2. Atlantis lebt
3. Du bist da
4. Aber dich gibt’s nur einmal für mich (mit Semino Rossi)
5. Kilimandscharo
6. Wenn du mich willst (dann küss mich doch)
7. Ich sterbe nicht noch mal
8. Du kannst noch nicht mal richtig lügen
9. Träumer wie wir
10. Ich geh mit dir
11. Auch heute noch
12. Einmal Himmel und zurück (mit DJ Ötzi)
13. Himmel auf Erden
14. Der letzte Tag im Paradies
15. Ein Tag mit dir im Paradies
16. Das kann kein Zufall sein
17. Schenk mir einen Stern
18. Dein Licht am Horizont

### CD 2
1. Endlich du
2. Somebody Dance With Me (mit DJ BoBo)
3. Ich schieß dich auf den Mond
4. Lebenslänglich
5. Wirst du mich lieben
6. Im nächsten Leben
7. Hallo
8. Piraten wie wir
9. Das Gefühl
10. Flieg mit mir fort
11. Die Gefühle haben Schweigepflicht
12. Die kleine Kneipe
13. Über den Wolken
14. Eine neue Liebe
15. Marmor, Stein und Eisen bricht
16. Auf zu neuen Abenteuern
17. Du hast mich tausendmal belogen
18. Ich liebe das Leben

### DVD
1. Atlantis lebt
2. Du bist da
3. Aber dich gibt’s nur einmal für mich (mit Semino Rossi)
4. Semino Rossi: Que Seas Feliz
5. Semino Rossi: Rot sind die Rosen
6. Kilimandscharo
7. Wenn du mich willst (dann küss mich doch)
8. Du kannst noch nicht mal richtig lügen
9. Träumer wie wir
10. Ich geh mit dir
11. Auch heute noch
12. Einmal Himmel und zurück (mit Dj Ötzi)
13. Himmel auf Erden
14. Der letzte Tag im Paradies
15. Nik P.: Ein Stern (… der deinen Namen trägt)
16. Das kann kein Zufall sein
17. Schenk mir einen Stern
18. Dein Licht am Horizont
19. Endlich du
20. Somebody Dance With Me (mit DJ BoBo)
21. DJ BoBo: There Is a Party
22. Ich schieß dich auf den Mond
23. Lebenslänglich
24. DJ Ötzi: Sweet Caroline
25. Wirst du mich lieben
26. Im nächsten Leben
27. Hallo
28. Piraten wie wir
29. Flashdance (What a Feeling)
30. Das Gefühl
31. Flashdance (What a Feeling)
32. Flieg mit mir fort
33. Die Gefühle haben Schweigepflicht
34. Die kleine Kneipe
35. Über den Wolken
36. Eine neue Liebe
37. Marmor, Stein und Eisen bricht
38. Auf zu neuen Abenteuern
39. Du hast mich tausendmal belogen
40. Ich liebe das Leben
41. Bonus: Backstage – Ein Blick hinter die Kulissen

## Rezeption

### Rezensionen
Radio-vhr.de lobte die „unvergessliche Sommerparty“ und schrieb, die Bonus-DVD enthalte „beeindruckende Konzertmitschnitte, die die einzigartige Stimmung und die atemberaubende Performance der gebürtigen Krefelderin eindrucksvoll wiedergeben.“

### Charts und Chartplatzierungen
Atlantis – Andrea Berg Live das Heimspiel erreichte in Österreich Position zehn der Albumcharts und konnte sich eine Woche in den Top 10 sowie zwölf Wochen in den Charts platzieren. Das Album wurde zu Bergs 13. Top-10-Album in Österreich sowie zum 15. Chartalbum. In der Schweizer Hitparade erreichte das Album mit Position 20 seine höchste Chartnotierung und hielt sich neun Wochen in den Charts. Sie erreichte hiermit zum zehnten Mal die Schweizer Albumcharts.
Obwohl die Inhalte des Livealbums und des Videoalbums nicht deckungsgleich sind, ähneln sich die beiden Tonträger jedoch stark, sodass die Verkäufe beider Tonträger in Deutschland zusammenaddiert werden. Weil das Videoalbum zuerst erschien und die Charts erreichte, werden die Verkäufe des Livealbums zu ebendiesem hinzuaddiert. Das Videoalbum erschien bereits am 18. Juli 2014 und erreichte die Spitze der deutschen Albumcharts, nach der Veröffentlichung des Livealbums stieg das Videoalbum mit den gemeinsamen Verkäufen wieder in die Charts ein und erreichte dabei den dritten Rang. Für Berg avancierte es zum achten Nummer-eins-Album in Deutschland. In Österreich und der Schweiz erreichte das Videoalbum je die Chartspitze der Musik-DVD-Charts.
| ChartsChartplatzierungen | Höchstplatzierung | Wochen |
| ------------------------ | ----------------- | ------ |
| Österreich (Ö3)          | 10 (13 Wo.)       | 13     |
| Schweiz (IFPI)           | 20 (9 Wo.)        | 9      |

| ChartsChartplatzierungen | Höchstplatzierung | Wochen |
| ------------------------ | ----------------- | ------ |
| Deutschland (GfK)        | 1 (25 Wo.)        | 25     |
| Österreich (Ö3)          | 1 (16 Wo.)        | 16     |
| Schweiz (IFPI)           | 1 (9 Wo.)         | 9      |

| ChartsJahrescharts (2014) | Platzierung |
| ------------------------- | ----------- |
| Deutschland (GfK)         | 36          |

### Auszeichnungen für Musikverkäufe
| Land/Region        | Auszeichnungen für Musikverkäufe (Land/Region, Auszeichnung, Verkäufe) | Verkäufe |
| ------------------ | ---------------------------------------------------------------------- | -------- |
| Deutschland (BVMI) | Gold                                                                   | 100.000  |
| Österreich (IFPI)  | Gold                                                                   | 7.500    |
| Insgesamt          | 2× Gold ·                                                              | 107.500  |

| Land/Region        | Auszeichnungen für Musikverkäufe (Land/Region, Auszeichnung, Verkäufe) | Verkäufe |
| ------------------ | ---------------------------------------------------------------------- | -------- |
| Deutschland (BVMI) | Gold                                                                   | 25.000   |
| Insgesamt          | 1× Gold ·                                                              | 25.000   |